# Jared Moskowitz

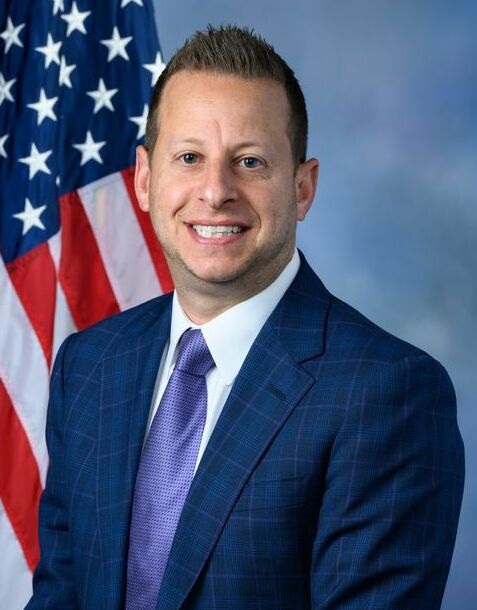
Jared Moskowitz (2023)

Jared Moskowitz (* 18. Dezember 1980 in Coral Springs, Florida) ist ein US-amerikanischer Politiker der Demokratischen Partei. Seit Januar 2023 vertritt er den 23. Distrikt des Bundesstaats Florida im US-Repräsentantenhaus. Von 2012 bis 2019 war er Abgeordneter im Repräsentantenhaus von Florida.

## Leben
Moskowitz stammt aus einer jüdischen Familie und besuchte bis 1999 die Marjory Stoneman Douglas High School. Er erhielt 2003 einen Bachelor of Arts in Politikwissenschaften von der George Washington University und 2007 einen Juris Doctor von der Nova Southeastern University. Nach seinem Studium arbeitete er als Anwalt sowie als Unternehmensberater und engagierte sich politisch, beispielsweise als Praktikant für den Vizepräsidenten Al Gore.
Er ist mit Leah Moskowitz verheiratet und hat zwei Söhne.

## Politische Laufbahn
Von 2006 bis 2012 war er Stadtrat in Parkland, worauf er ins Repräsentantenhaus von Florida gewählt und 2014, 2016 und 2018 wiedergewählt wurde. Als Reaktion auf einen Amoklauf an seiner ehemaligen High School 2018 führte er eine erfolgreiche Kampagne zur Verschärfung des Waffenrechts in Florida. 2019 trat er von seinem Posten zurück, um bis 2021 während der COVID-19-Pandemie und dem Hurrikan Michael unter dem republikanischen Gouverneur Floridas, Ron DeSantis, das Florida Department of Emergency Management zu leiten. 2022 wurde er erneut Stadtrat des Broward County.
Auch von diesem Posten trat er zurück, um für den 23. Distrikt Floridas im Repräsentantenhaus der Vereinigten Staaten zu kandidieren, welches bisher von seiner Parteifreundin Debbie Wasserman Schultz vertreten wurde. Ihr Distrikt wurde jedoch zum 25. umbenannt. Nachdem er sich in der demokratischen Vorwahl durchgesetzt hatte, gewann er mit 51,6 % der Stimmen gegen den Republikaner Joe Budd. Er wurde am 9. Januar 2023 als Mitglied des Repräsentantenhauses des 118. Kongresses vereidigt. In der Vorwahl zur Kongresswahl 2024 hatte er keinen innerparteilichen Herausforderer. In der Hauptwahl setzte er sich gegen den Republikaner Joe Kaufman mit 52,4 % durch.